# Северокорейские ракетные испытания (2021–2022)
Северокорейские ракетные испытания 2021–2022 годов представляют собой серию ракетных испытаний Северной Кореи в 2021 и 2022 годах.

## Январь 2021
22 января 2021 года Северная Корея запустила неизвестную крылатую ракету в городе Кусон. В то время эта ракета оценивалась как противокорабельная крылатая ракета, позднее переименованная в «КН-27». 

## Март 2021
21 марта 2021 года Северная Корея снова запустила неизвестную крылатую ракету в округе Ончхон . В то время эта ракета оценивалась как противокорабельная крылатая ракета, возможно, КН-19, но позже переименованная в «КН-27». 
Северная Корея провела испытательный пуск двух модернизированных баллистических ракет малой дальности КН-23 с 2,5-тонной боеголовкой каждая, которые точно поразили имитированные цели. В то время как в официальном заявлении Северной Кореи сообщается о дальности полета 600 км, японские и южнокорейские источники сообщают, что ракеты пролетели чуть более 400 км.  Позже Объединенный комитет начальников штабов Южной Кореи пересмотрел свою оценку дальности действия новых северокорейских ракет до 600 км, а министр обороны заявил, что слепые зоны из-за кривизны земли привели к первоначальной оценке в 450 км. 

## Сентябрь 2021
11–12 сентября 2021 года Северная Корея провела испытания новой крылатой ракеты большой дальности, сообщает Центральное информационное агентство Кореи (ЦТАК). Ракеты пролетели 1500 километров и успешно поразили цель в водах Северной Кореи и, по данным информационного агентства, предназначались для «стратегических задач», что, по словам аналитика Анкита Панды, было обычным эвфемизмом для ракеты, способной нести ядерные боеголовки. 
По данным южнокорейских военных, 15 сентября Северная Корея запустила две баллистические ракеты у своего побережья. 

## Январь 2022
5 и 11 января 2022 года Северная Корея якобы провела испытания гиперзвуковых ракет. 14 января Северная Корея испытала запуск баллистических ракет из железнодорожного вагона. Различные испытания ракет также проводились 25 января, 27 января и 30 января, при этом запуск 30 января был оценен как баллистическая ракета средней дальности (БРСД), способная поражать цели до Гуама . 

## Февраль 2022
27 февраля 2022 года Северная Корея запустила баллистическую ракету в сторону Японского моря .  Государственные СМИ сообщили, что испытания проводились в целях разработки разведывательной спутниковой системы. 

## Март 2022
Северная Корея запустила еще одну баллистическую ракету у своего восточного побережья в море 4 марта 2022 года. 
Северная Корея, по-видимому, провела неудачное ракетное испытание 16 марта 2022 года, при этом предполагаемая ракета взорвалась на высоте 20 км. 
20 марта сообщалось, что Северная Корея запустила реактивную систему залпового огня малой дальности. Военные Северной Кореи произвели четыре выстрела около 7:20 утра (22:00 по Гринвичу ) в субботу. 
Северная Корея провела первый успешный пуск межконтинентальной баллистической ракеты 24 марта 2022 года  .

## Апрель 2022
16 апреля 2022 года Северная Корея запустила две ракеты малой дальности, испытав, возможно, первую в Северной Корее систему доставки тактического ядерного оружия . 

## Май 2022
4 мая 2022 года в 12:03 по местному времени Северная Корея запустила ракету из Сунана.  В зависимости от источника, это считалось 13-м  или 14-м  ракетным испытанием года в Северной Корее.
7 мая 2022 года Северная Корея запустила баллистическую ракету с подводной лодки в Японское море. 
Испытание северокорейской ракеты могло состояться 12 мая 2022 года. Южнокорейские военные оценили три баллистические ракеты малой дальности, выпущенные на восток с Корейского полуострова, а японская береговая охрана сообщила о возможной падении баллистической ракеты вблизи исключительной экономической зоны Токио. 
По данным южнокорейских военных, 25 мая 2022 года Северная Корея запустила межконтинентальную баллистическую ракету и две другие ракеты. Траектория МБР имела высоту 335 миль и расстояние 223 мили. Сообщается, что вторая ракета была потеряна после прохождения 12 миль, а третья ракета набрада высоту 37 миль и дальность полета 472 мили. 

## Июнь 2022
5 июня 2022 года Северная Корея запустила восемь баллистических ракет малой дальности, что, как говорят, стало ее крупнейшим единичным испытанием. Ракеты были запущены через день после того, как Южная Корея и США завершили совместные военные учения. 

## Август 2022
17 августа 2022 года Северная Корея впервые с июня запустила две баллистические ракеты.  

## Сентябрь 2022
25 сентября 2022 года Северная Корея провела испытательный пуск баллистической ракеты в сторону своего восточного моря.  Испытание состоялось после того, как американский атомный авианосец USS Ronald Reagan и его ударная группа прибыли в Южную Корею для совместных военных учений.

## Октябрь 2022
4 октября 2022 года Северная Корея запустила ракету, которая пролетела над Японией и мимо нее, что побудило премьер-министра Японии Фумио Кисида опубликовать объявление, предупреждающее граждан укрыться и принять другие меры предосторожности.  Сообщается, что ракета, вероятно, еще одна межконтинентальная баллистическая ракета, без происшествий приземлилась в Японском море. 